# The Light Shines On
The Light Shines On je tretji kompilacijski album skupine Electric Light Orchestra (ELO). To je druga kompilacija skupine, ki je izšla pri založbi Harvest Records. Leta 1979 ji je sledil drugi del kompilacije, The Light Shines On Vol 2.

## Seznam skladb
Avtor vseh skladb je Jeff Lynne, razen kjer je posebej napisano.
Stran 1
1. »Roll Over Beethoven« (single verzija) (Chuck Berry)
2. »In Old England Town (Boogie #2)« (instrumental)
3. »Look at Me Now« (Roy Wood)
4. »Momma«
5. »Showdown«

Stran 2
1. »Mr. Radio«
2. »The Battle of Marston Moor (2 July 1644)« (Wood)
3. »Whisper in the Night« (Wood)
4. »10538 Overture« (single verzija)

## Glasbeniki
- Jeff Lynne – bas, tolkala, klavir, kitara, vokali, Moog
- Roy Wood – kitara, bas, klarinet, tolkala, fagot, čelo, oboa, kljunasta flavta, vokali, slide kitara
- Bev Bevan – tolkala, bobni
- Bill Hunt – rog
- Steve Woolam – violina
- Mike de Albuquerque – bas, vokali
- Mike Edwards – čelo
- Wilfred Gibson – violina
- Richard Tandy – Moog, klavir, kitara, harmonij
- Colin Walker – čelo